# ペイサー (アルバム)
『ペイサー』(Pacer)は、アメリカのロックバンド、アンプスが発表した唯一のアルバム。1995年10月31日に4ADよりリリース。全英60位を記録。

## 背景
1993年、ブリーダーズがリリースした2ndアルバム『ラスト・スプラッシュ』はミリオンセラーを記録するなど多大な成功を収めた。しかし、翌1994年にメンバーでありキム・ディールの双子の姉であるケリー・ディールがヘロイン所持の容疑で逮捕され、ブリーダーズは活動休止期間に入る。1995年に入り、キムは楽器を全て自身の手で演奏するソロアルバムの構想を練り、故郷のオハイオ州に戻りドラムスの演奏を練習し、数曲のレコーディングを行う。またこの頃、キムは薬物からケリーの気を紛らわせるためにスタジオに呼び寄せてセッションを行う。ケリーの参加は一時的なものだったが、これによりキムはソロからバンド活動への意欲を持つ。ドラマーはブリーダーズのメンバーだったジム・マクファーソンが、ベーシストとギタリストはデイトン界隈で活動していたルイス・レルマとネイト・ファーリーがそれぞれ務めた。

## 収録曲
特筆ない限り全曲キム・ディール作詞作曲。
1. "Pacer" - 2:31
2. "Tipp City" - 2:08
3. "I Am Decided" (R. Pollard/K. Deal) - 2:28
4. "Mom's Drunk" - 1:42
5. "Bragging Party" - 4:32
6. "Hoverin" - 2:46
7. "First Revival" - 2:53
8. "Full on Idle" - 2:18
9. "Breaking the Split Screen Barrier" - 3:07
10. "Empty Glasses" - 2:39
11. "She's a Girl" - 1:50
12. "Dedicated" - 4:12